# Doomcore
Doomcore, gelegentlich auch Extreme Doom, ist eine historische, nicht mehr gebräuchliche, Bezeichnung für die erste Generation von Stil-Hybriden des Doom Metal.

## Geschichte
Als Begriff entstammt die Bezeichnung den 1980er und 1990er Jahren und betitelt jene Phase, in der der Doom Metal begann, sich zu differenzieren. Mit der oft lose antiautoritären Attitüde der Interpreten und Anhänger der zweiten Generation des Doom Metal, die in der gemeinsamen Nutzung von Clubs und Labeln und kooperativen Tourneen Ausdruck fand, stand die Szene der Punk-, Hardcore- und Crust-Punk-Szene nahe. Mit in der Folge dieser kulturellen Nähe kam es zu Crossover-Erscheinungen, die in Abgrenzung zum Epic Doom und Traditional Doom eine Bezeichnung erforderten. Eine wichtige Rolle für diese Entwicklung wird neben der American Doom Trinity, bestehend aus Saint Vitus, Pentagram und Trouble, den Bands Black Flag, The Melvins und Carnivore mit der Nutzung von Elementen des Doom Metal in ihrer Vermengung von Metal und Hardcore Punk, in der Mitte der 1980er Jahre zugesprochen.
Die Bezeichnung als Doomcore oder Extreme Doom diente daher der Abgrenzung von Crossover-Varianten zum originären Doom Metal unterhalb der gemeinsamen Dachbezeichnung Doom Metal. Entsprechend vielschichtig erschien der Doomcore. Dabei wurde die Bezeichnung von der zunehmenden Differenzierung in Substile wie Post-Metal, Sludge, Stoner Doom und Death Doom überholt und nur noch selten in Gebrauch. Für die Öffnung und Umwälzung im gesamten Doom Metal war die Doomcore- oder Extreme-Doom-Phase ein bedeutender Zeitraum der die kreativen Expansion des Doom Metal zum eigenen Musik-Spektrum begünstigte. Die Musik von Interpreten wie Esoteric sei so einzigartig gewesen, dass sie die Entwicklung des Doom Metal aus dem Extreme Doom maßgeblich beeinflusst habe.
Die Betitelung als Doomcore wurde nach der Ausdifferenzierung der Subgenre zunehmend ungebräuchlich. Vornehmlich fand der Begriff noch Anwendung als alternative Beschreibung für Interpreten des Sludge. Die Bezeichnung Extreme Doom blieb gelegentlich für Interpreten gebräuchlich, deren Stil auf Facetten des Extreme Metal zurückgreift.

## Musikalische Einordnung
Eine einheitliche Spielweise ist nicht unter dem Begriff Doomcore zu klassifizieren. Die zum Ende der 1980er und Beginn der 1990er Jahre gebräuchliche Sammelbezeichnung stand für musikalische Entwicklungen, die Elemente des Doom Metal mit solchen des Extreme Metal und Hardcore Punk verband und nicht dem Doom Metal in seiner originären, alsdann gelegentlich in Abgrenzung zu Doomcore und den Folgebezeichnungen als Proto-Doom oder Traditional Doom benannten Form entsprach. Doomcore wurde nachkommend mehrheitlich als Synonym für das Genre Sludge wahrgenommen. Darüber und über die weitere Differenzierung von Stilbegriffen wurde der Terminus langfristig obsolet und geriet aus der Mode. Anfänglich beschrieb Doomcore dabei ein breiteres Spektrum unter dem Oberbegriff Doom Metal. Frühe und eigene Genre prägende Veröffentlichungen der später benannten Stile Death- und Funeral-Doom wie Forest of Equilibrium von Cathedral, Esoteric Emotions – The Death of Ignorance, Epistemological Despondency und The Pernicious Enigma von Esoteric oder Into Darkness von Winter wurden anfänglich ebenso wie Veröffentlichungen des Post-Metal und Sludge wie In the Name of Suffering von EyeHateGod und Heliocentric von The Ocean als Doomcore und Extreme Doom wahrgenommen.

## Weitere Begriffsbedeutung
In der Hardcore-Techno-Szene beschreibt der Begriff Doomcore langsameren düsteren Hardcore-Techno. Er leitet sich von Doom Metal ab und wurde maßgeblich von Marc Acardipane und Planet Core Productions geprägt.